# Mimas
En la mitología griega, Mimas o Mimante (en griego antiguo Μίμας Mímas) era un gigante, hijo de Urano (el Cielo) y Gea (la Tierra). Según Apolodoro, en la Gigantomaquia fue sepultado por Hefesto bajo una masa de hierro fundido, donde quedó preso. Otras fuentes afirman que murió a manos del propio Ares, o que fue fulminado por Zeus con un rayo. Se creía que la isla de Procida, cerca de Nápoles, descansaba sobre su cuerpo.